# Солодушино
Солодушино (рос. Солодушино) — село у Ніколаєвському районі Волгоградської області Російської Федерації.
Населення становить 1502 особи. Входить до складу муніципального утворення Солодушинське сільське поселення.

## Історія
Село розташоване у межах українського історичного та культурного регіону Жовтий Клин.
Згідно із законом від 14 лютого 2005 року № 1006-ОД органом місцевого самоврядування є Солодушинське сільське поселення.

## Населення
| 2010 | 2012  | 2013  | 2014  | 2015  | 2016  | 2017  |
| ---- | ----- | ----- | ----- | ----- | ----- | ----- |
| 1588 | ↘1561 | ↘1552 | ↘1537 | ↗1547 | ↘1512 | ↘1502 |